# Базове заземлення
Ба́зове зазе́млення — заземлювальний пристрій на повітряній лінії електропередавачі (контур заземлення опори, груповий заземлювач та ін.), що використовується для зниження наведеного потенціалу на проводах до безпечного значення.
Згідно "Правил безпечної експлуатації електроустановок", установка і зняття базового заземлення виконується із заземленням проводів всіх фаз на контур заземлення опори, а в разі відсутності такого контуру на груповий заземлювач. Залежно від місцевих умов, допускається встановлювати та знімати базове заземлення без заземлення високовольтної лінії (ВЛ) в РП електростанцій (підстанцій) із записом в оперативному журналі або тимчасовим заземленням ВЛ в цих РП. Установку і зняття базового заземлення має виконувати керівник робіт з двома членами бригади з групами IV і III.
Базове заземлення встановлюється перед початком підготовчих робіт і знімається після повного закінчення робіт та зняття робочих заземлень.